# Ormocarpum kirkii
Ormocarpum kirkii är en ärtväxtart som beskrevs av Spencer Le Marchant Moore. Ormocarpum kirkii ingår i släktet Ormocarpum och familjen ärtväxter. Inga underarter finns listade i Catalogue of Life.